# Onesia tibialis
Onesia tibialis este o specie de muște din genul Onesia, familia Calliphoridae. A fost descrisă pentru prima dată de Macquart în anul 1846.
Este endemică în Tasmania. Conform Catalogue of Life specia Onesia tibialis nu are subspecii cunoscute.